# Юха Лінд
Юха Лінд (фін. Juha Lind; нар. 2 січня 1974, Гельсінкі, Фінляндія) — фінський хокеїст, лівий нападник. 
Вихованець хокейної школи «Йокеріт» (Гельсінкі). Виступав за «Йокеріт» (Гельсінкі), «Даллас Старс», «Мічиган Тек» (ІХЛ), «Монреаль Канадієнс», «Квебек Цитаделс» (АХЛ), «Седертельє», «Ред Булл» (Зальцбург), «Лександс». 
У складі національної збірної Фінляндії учасник зимових Олімпійських ігор 1998 і 2002, учасник чемпіонатів світу 1997, 1999, 2000, 2001 і 2002. У складі молодіжної збірної Фінляндії учасник чемпіонату світу 1994. У складі юніорської збірної Фінляндії учасник чемпіонату Європи 1992.
Бронзовий призер зимових Олімпійських ігор 1998. Срібний призер чемпіонату світу (1999, 2001), бронзовий призер  (2000). Чемпіон Фінляндії (1994, 1996, 1997), срібний призер (1995, 2005). Чемпіон Австрії (2007). Володар Кубка європейських чемпіонів (1995, 1996).